# Huss Park Attractions
Huss Park Attractions GmbH, anciennement Huss Rides, est une société de construction d'attractions basée à Brême en Allemagne. Huss est le principal constructeur allemand. La production de Huss est principalement orientée vers les petites attractions à sensations fortes à destination des parcs d'attractions et des fêtes foraines.
Il a été sauvé de la faillite en se donnant pour nom "Huss Park Attractions" avec le même logo à quelques détails près.

## Historique
La société Huss Maschinenfabrik GmbH & Co. KG a été créé en 1919 à Brême et produisait à l'origine des pièces pour la construction navale. En raison du déclin de cette activité, l'entreprise se réorienta en 1969 vers la construction d'attraction pour les fêtes foraines.
Durant les années 1990, l'entreprise a connu un important succès et a permis de se développer à l'international.
Le 1er août 2006, à la cour de Brême, l'insolvabilité de l'entreprise a été annoncée et un gérant a été nommé. 

## Modèle d'attractions au catalogue
Huss a produit et distribué plus de 30 concepts d'attractions partout dans le monde dont certaines sont toujours en opération depuis plus de 35 ans.
Liste non exhaustive :
- Airboat
- Booster (variante du Breakdance)
- Breakdance
  - Breakdance 2
  - Breakdance 3
  - Breakdance 4/Rodeo
- Condor
- Delerium
- Disco-Round
- Dream-Boat ou Traum Boat
- Enterprise
  - Skylab
- Fly Willy
- Frisbee
  - Giant Frisbee
  - Frisbee 34
  - Frisbee XL
- Jump
  - Jump2
- King Kong
- Land of the Giants
- Bateau à bascule
- Ranger
- Rainbow
- Shot'N Drop
  - Shot'N Drop MAXI
- Sky Tower
- Swing Around
- Top Spin
  - Giant Top Spin
  - Suspended Top Spin
- Take Off
- Topple Tower
- TriStar
- Troïka
- UFO

## Attractions à venir
Huss Park Attractions a déclaré en octobre 2010 travailler sur des projets pour construire de nouvelles attractions.